# Ракетні сани

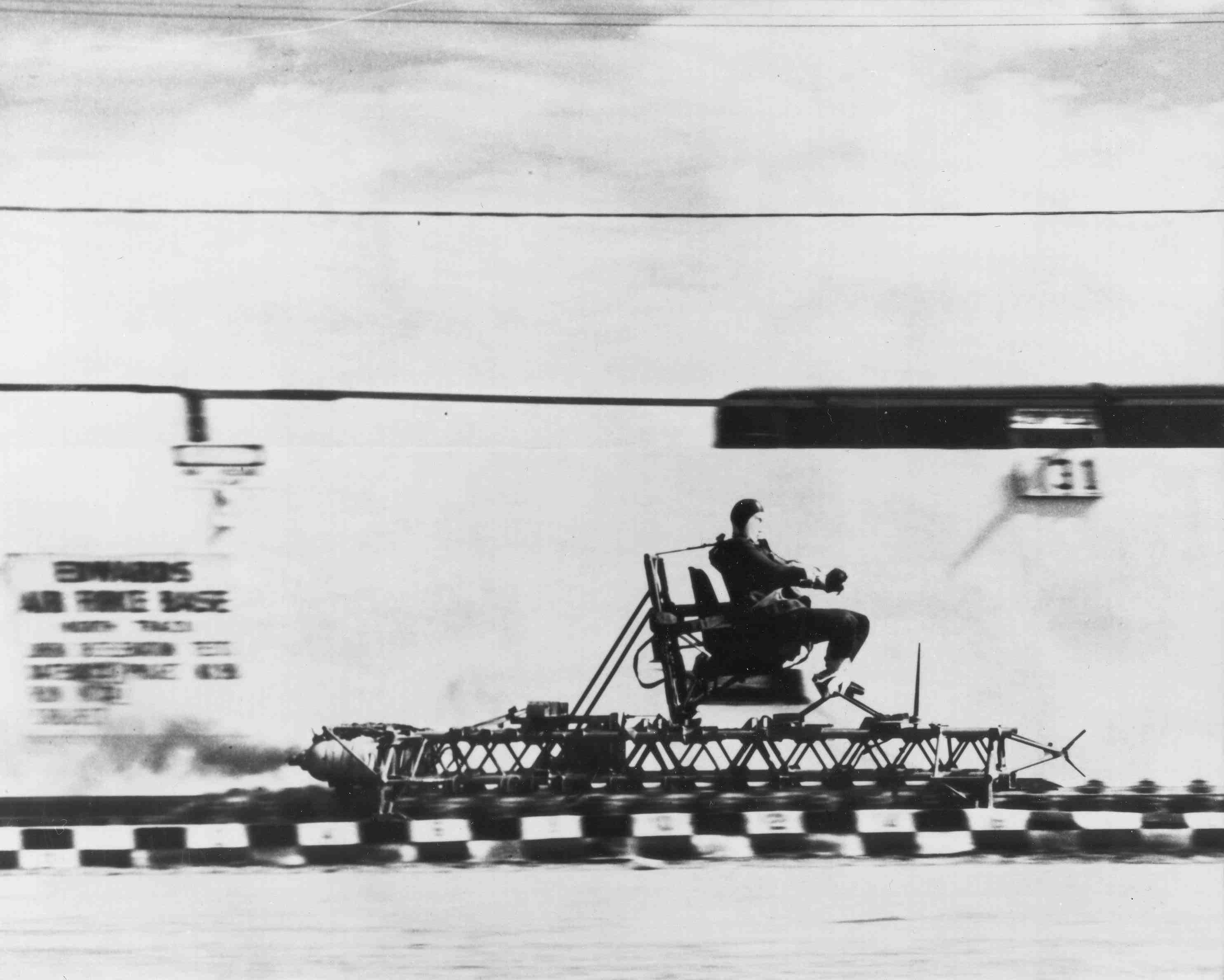
Джон Полл Стапп пілотує ракетні сани на авіабазі Едвардс

Ракетні сани — випробувальна платформа, що ковзає по спеціальній рейковій колії за допомогою ракетного двигуна. Як зрозуміло з назви, у цієї платформи відсутні колеса, а замість них використані спеціальні санчата, які повторюють контур рейок і не дають платформі злетіти.
Саме ракетним саням належить наземний рекорд швидкості, який становить 8,5 маха (10 325 км/год).

## Застосування

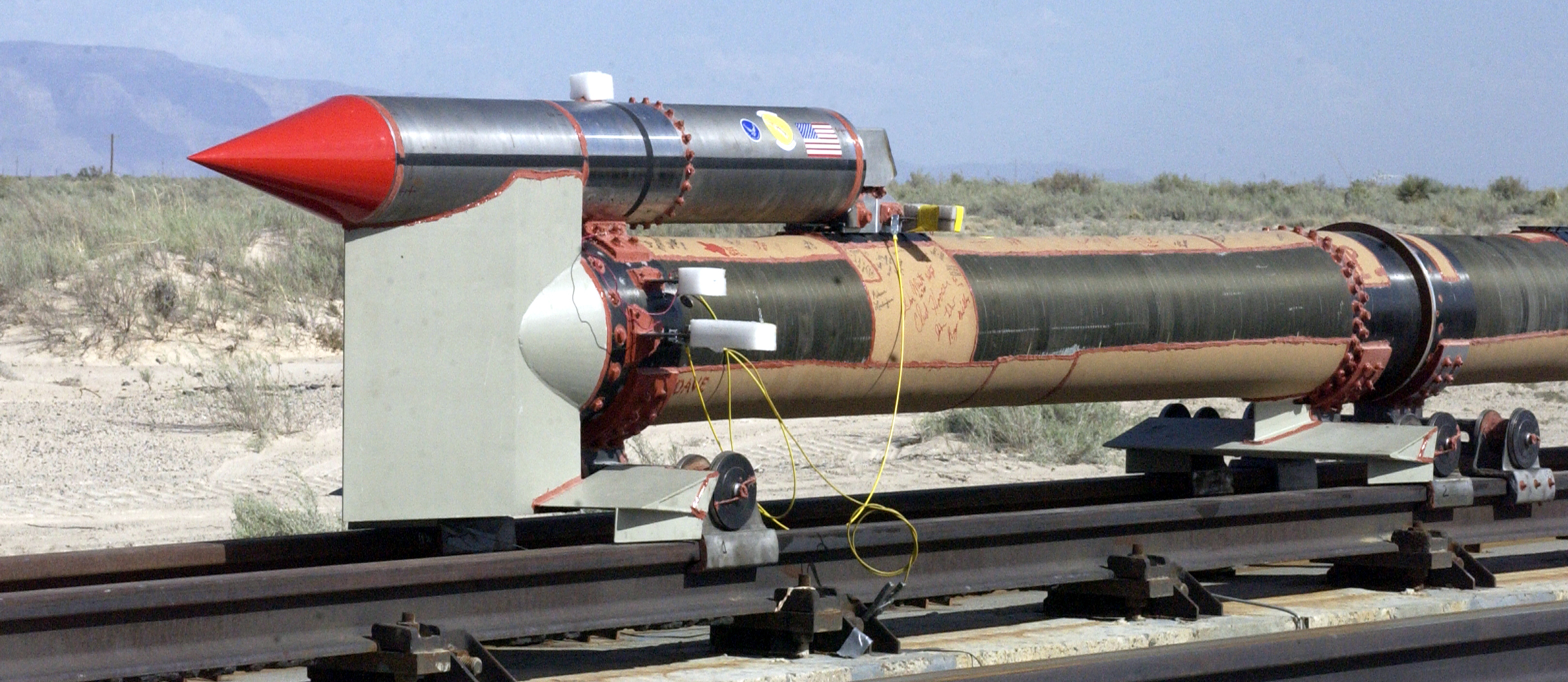
Ракетні сани, що розігналися до 8,5 Маха

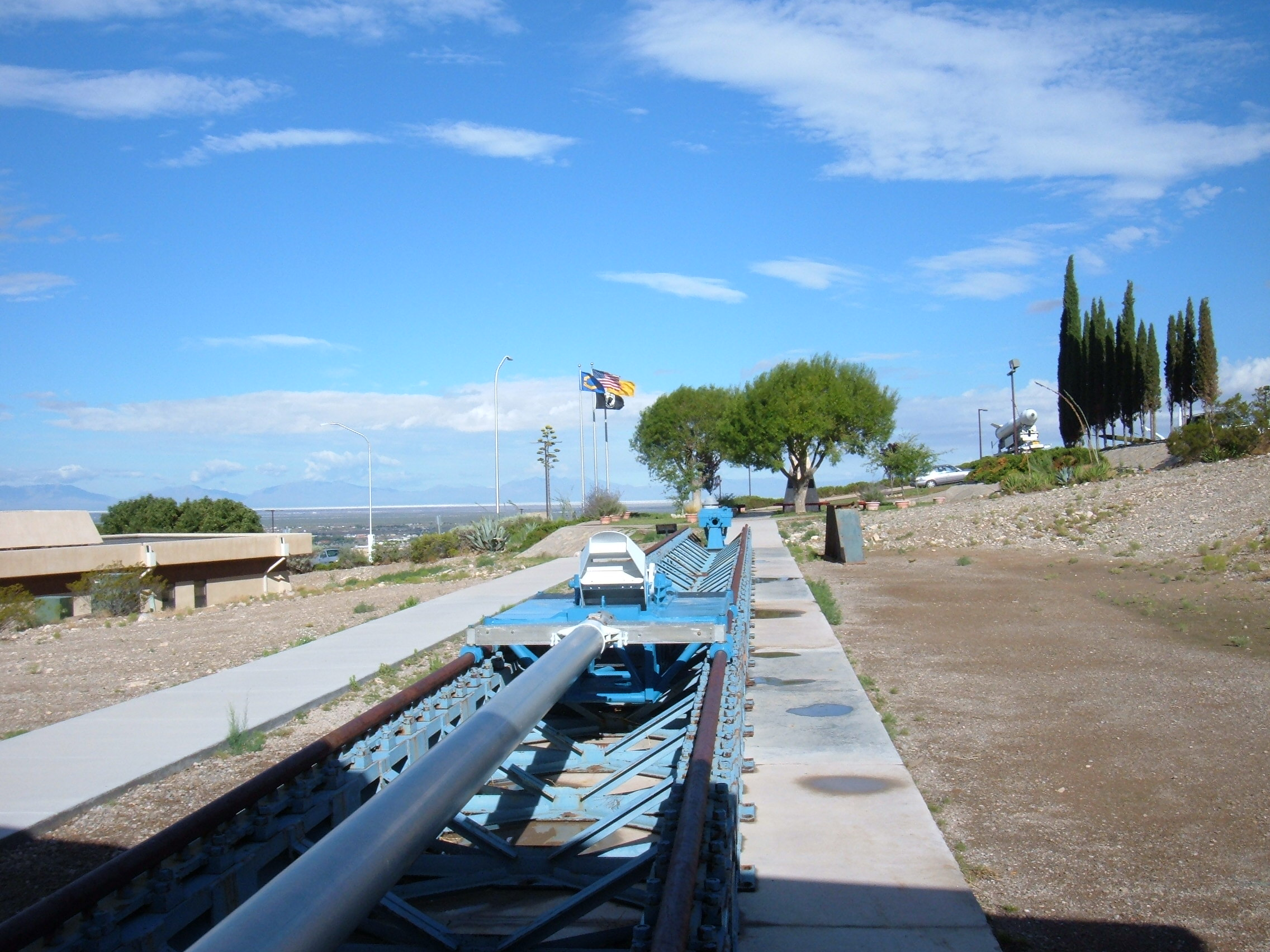
Трек для запуску ракетних саней на авіабазі Холломан

Перша згадка про застосування ракетних саней датується 16 березня 1945 року, коли в Німеччині наприкінці Другої світової війни їх використали для запуску ракет A4b з підземних шахт.
Ракетні сани активно використовувалися в США на початку «холодної війни», оскільки дозволяли забезпечити випробування на землі різних систем безпеки для нових швидкісних літаків (у тому числі й надзвукових). Для отримання високих прискорень і швидкостей сани розганяли по спеціально побудованих прямих довгих рейкових коліях, а випробувані прилади і пристрої обладнувалися датчиками.
Найвідомішими є траси на авіабазах Едвардс і Холломан, де, окрім випробувань устаткування, проводилися і тести з людьми з метою з'ясувати дію на організм людини високих прискорень при розгоні й гальмуванні. Заразом тестувалися і системи катапультування на навколозвукових швидкостях. Згодом на першій з баз колія була розібрана з метою подовжити колію на другій. Відмічено, що серед інженерів, що займалися ракетними саньми, був і Едвард Мерфі, автор однойменного закону.
Ракетним саням досі належить рекорд швидкості на землі. Він був встановлений 30 квітня 2003 року на авіабазі Холломан і склав 10 325 км/год або 2 868 м/с (за іншими даними 10 430 км/год), що складає 8,5 Маха. Рекорд швидкості для пілотованих ракетних саней був встановлений 10 грудня 1954 року також на авіабазі Холломан, коли підполковник Джон Пол Стапп розігнався на них до швидкості 1 017 км/год, що на той час було рекордом для наземних керованих транспортних засобів.
До 2003 р. на ракетних санях було встановлено 2 рекорди — 4 972 км/год (3089,45 миль/год) у Нью-Мексіко (США) в 1959 р. і 9 845 км/год (6117,39 миль/год) на авіабазі Холломан (англ. Holloman Air Force Base) (США) у жовтні 1982.